# Annie Maunder
Annie Russell Maunder (Strabane, 14 de abril de 1868 — Londres, 15 de setembro de 1947) foi uma astrônoma e matemática irlandesa.

## Vida pessoal e educação
Annie nasceu em Strabane, 1868, filha de William Andrew Russell e Hessy Nesbitt Russell. Seu pai foi ministro da Igreja Presbiteriana em Strabane até 1882. Ela cursou o secundário no Ladies Collegiate School em Belfast que, posteriormente, se tornou o Victoria College. Por ter ganhado um prêmio, em 1886, nos exames da escola intermediária, ela conseguiu entrar nos exames do Girton College e ganhou uma bolsa de estudos de três anos.
Estudou em Cambrigde e em 1889 passou nos exames com honras como primeira matemática em seu ano em Girton e se tornou sênior (o equivalente ao título de graduado em outras universidades). As restrições no período, porém, a impediram de conseguir o título no bacharelado que hoje em dia ela receberia.

## Pesquisa astronômica
Em 1891, sendo a primeira mulher a trabalhar no Observatório Real de Greenwich, Annie começou seus estudos trabalhando com as "damas da computação", que ficavam por longas horas sentadas fazendo cálculos intermináveis para os cientistas que trabalhavam no observatório, com um salário de quatro libras por mês. Era um departamento especial instituído em 1873 para fotografar o Sol. Lá Annie ajudava Walter Maunder, passando muito tempo obtendo fotos do sol. O máximo solar de 1894 resultou em um grande número de manchas solares, movimentos que Edward também estudava.
Annie e Edward se casaram em 1895, sendo este o segundo casamento de Edward após a morte da esposa, que o deixou com cinco filhos e Annie precisou se demitir de seu trabalho devido às restrições a mulheres casadas trabalhando em repartições públicas. Contudo, os dois continuaram trabalhando juntos, com Annie acompanhando Edward em expedições para estudar eclipses solares. Em 1897, Annie recebeu uma verba do Girton College para adquirir uma câmera compacta com lentes de 1.5 polegadas para levar nestas expedições, que usou para fotografar a coroa solar na Índia, no eclipse total de 22 de janeiro de 1898.
Annie publicou The Heavens and their Story, em 1908, tendo seu marido como co-autor. O livro contém fotos do Sol e da Via Láctea. Ela ainda foi eleita para Royal Astronomical Society em novembro de 1916 dez meses depois da filiação de mulheres ser estabelecida. Ela foi indicada pela primeira vez 24 anos antes. Antes, ela se tornou membro da British Astronomical Association, que seu marido ajudou a fundar em 1890. Mesmo sendo membro da Royal Astronomical Society desde 1875, Edward queria que a associação estivesse aberta a qualquer um interessado em astronomia, de qualquer classe social, especialmente as mulheres.
Annie retornou para o Observatório Real de Greenwich como voluntária durante a Primeira Guerra Mundial, trabalhando de 1915 a 1920. Muitas de suas observações foram publicar em periódicos populares sob o nome do marido antes de Annie ser nomeada como membro da Royal Astronomical Society.

## Contribuições
Os estudos de Annie e Edward demonstraram a correlação entre a variação no número de manchas solares e o clima na Terra, levando à descoberta de um período de decréscimo na atividade solar durante o assim chamado Mínimo de Maunder. Annie era conhecida como uma especialista em fotos de eclipses e foi convidada a liderar a expedição fotográfica canadense à região de Labrador, em agosto de 1905. Porém, o tempo não contribuiu para as observações, mantendo-se fechado e nublado e nenhuma foto foi obtida.

## Vida pessoal
Annie e Edward não tiveram filhos juntos, mas ele tinha cinco filhos do primeiro casamento. Edward morreu em 21 de março 1928, aos 76 anos. Annie morreu quase duas décadas depois, aos 79 anos, em Wandsworth, Londres em 1947.

## Legado
A cratera Maunder na Lua é uma cratera de impacto e foi nomeada em conjunto para homenagear tanto Annie quando Edward, assim como o Mínimo de Maunder.